# Ludwika Charlotta Burbon-Sycylijska
Ludwika Charlotta Burbon-Sycylijska (ur. 24 października 1804 w Neapolu, zm. 29 stycznia 1844 w Madrycie) – księżniczka Królestwa Obojga Sycylii.
Ludwika Charlotta była córką Franciszka I Burbona, króla Obojga Sycylii, i królowej Marii Izabeli Burbon, infantki hiszpańskiej. 12 czerwca 1819 roku w Madrycie wyszła za mąż za swojego wuja - Franciszka de Paula Burbon, księcia Kadyksu, syna Karola IV, króla Hiszpanii i Marii Ludwiki, księżniczki parmeńskiej.
Jej temperament i natura intrygantki spowodowały, że odegrała ważną rolę na hiszpańskim dworze. Była nieprzyjaciółką Don Carlosa, hrabiego Molina i jego żony - Marii Franciszki Portugalskiej. To dzięki niej jej młodsza siostra - Maria Krystyna poślubiła ówczesnego króla Hiszpanii - Ferdynanda VII (szwagra Ludwiki Charlotty). Ludwika Charlotta zmarła młodo, w styczniu 1844 roku, w wieku 39 lat.

## Potomstwo
- Francisco de Asis de Borbón, infant Hiszpanii (1820–1821),
- Isabel de Borbón, infantka Hiszpanii (1821–1897), od 1841 żona hrabiego Ignacego Gurowskiego,
- Francisco de Asis de Borbón, książę Kadysku (1822–1902), od 1846 mąż królowej Hiszpanii - Izabeli II,
- Enrique Maria Fernando de Borbón, książę Sewillii (1823–1870), od 1847 mąż Heleny de Castellvi,
- Luisa Teresa de Borbón, infantka Hiszpanii (1824–1900), od 1847 żona José Osorio de Moscoso,
- Duarte Felipe de Borbón, infant Hiszpanii (1826–1830),
- Josefina Fernanda de Borbón, infantka Hiszpanii (1827–1920), od 1848 żona José Güell y Rente,
- Teresa de Borbón, infantka Hiszpanii (1828–1829),
- Fernando Maria de Borbón, infant Hiszpanii (1832–1854),
- Maria Cristina de Borbón, infantka Hiszpanii (1833–1902), od 1860 żona Sebastiana Hiszpańskiego,
- Amelia del Pilar de Borbón, infantka Hiszpanii (1834–1905), od 1856 żona księcia Ludwika Ferdynanda Bawarskiego.